# Destroy Rock and Roll
Destroy Rock and Roll est le titre d'un album du DJ écossais Mylo (Myles MacInnes) sorti en 2004, puis ressorti en 2005 avec 3 nouveaux titres.
Un des morceaux de cet album, Drop the Pressure, a acquis une certaine notoriété notamment grâce au versus avec le titre Doctor Beat des Miami Sound Machine, Doctor Pressure. Cet album reçut à sa sortie des critiques en général favorables.

## Liste des pistes
| 1.  | Valley Of The Dolls                            |  |
| 2.  | Sunworshipper                                  |  |
| 3.  | Muscle Car                                     |  |
| 4.  | Drop The Pressure                              |  |
| 5.  | In My Arms                                     |  |
| 6.  | Guilty Of Love                                 |  |
| 7.  | Paris Four Hundred                             |  |
| 8.  | Destroy Rock and Roll                          |  |
| 9.  | Rikki                                          |  |
| 10. | Otto's Journey                                 |  |
| 11. | Muscle Car Reform Reprise (avec Freeform Five) |  |
| 12. | Zenophile                                      |  |
| 13. | Need You Tonite                                |  |
| 14. | Emotion 98.6                                   |  |

| 1.  | Valley Of The Dolls                                                                                      |  |
| 2.  | Sunworshipper                                                                                            |  |
| 3.  | Muscle Car                                                                                               |  |
| 4.  | Drop The Pressure                                                                                        |  |
| 5.  | In My Arms                                                                                               |  |
| 6.  | Guilty Of Love                                                                                           |  |
| 7.  | Paris Four Hundred                                                                                       |  |
| 8.  | Destroy Rock and Roll                                                                                    |  |
| 9.  | Rikki |  |
| 10. | Otto's Journey                                                                                           |  |
| 11. | Muscle Car Reform Reprise                                                                                |  |
| 12. | Zenophile                                                                                                |  |
| 13. | Need You Tonite                                                                                          |  |
| 14. | Emotion 98.6                                                                                             |  |
| 15. | Soft Rock                                                                                                |  |
| 16. | Doctor Pressure (Dirty Radio Edit, utilisant un sample de la chanson Doctor Beat de Miami Sound Machine) |  |
| 17. | Destroy Rock and Roll (Tom Neville's Clean Edit)                                                         |  |

## Crédits et personnels
- Kevin Kennedy – programmation, producteur, ingénieur du son, mixage, instrument
- Myles MacInnes – réalisateur artistique
- Aldo Martin – réalisateur artistique
- Phantom – art direction, design
- Anu Pillai – réalisateur artistique
- Dan Russell – chanteur
- William Threlfall – réalisateur artistique, ingénieur du son, mixage
- Tom Urie – chanteur